# Rouperroux
Rouperroux ist eine französische Gemeinde im Département Orne in der Normandie. Sie gehört zum Kanton Magny-le-Désert im Arrondissement Alençon.

## Lage
Die Gemeinde Rouperroux liegt im Regionalen Naqturpark Normandie-Maine an der Quelle des Sarthon, 21 Kilometer nordwestlich von Alençon. Nachbargemeinden von Rouperroux sind La Lande-de-Goult im Nordosten, L’Orée-d’Écouves im Südosten, Saint-Ellier-les-Bois im Südwesten sowie Chahains im Nordwesten. 

## Bevölkerungsentwicklung
| Jahr                       | 1962 | 1968 | 1975 | 1982 | 1990 | 1999 | 2011 | 2021 |
| -------------------------- | ---- | ---- | ---- | ---- | ---- | ---- | ---- | ---- |
| Einwohner                  | 273  | 232  | 176  | 167  | 165  | 176  | 156  | 183  |
| Quellen: Cassini und INSEE |      |      |      |      |      |      |      |      |

## Sehenswürdigkeiten

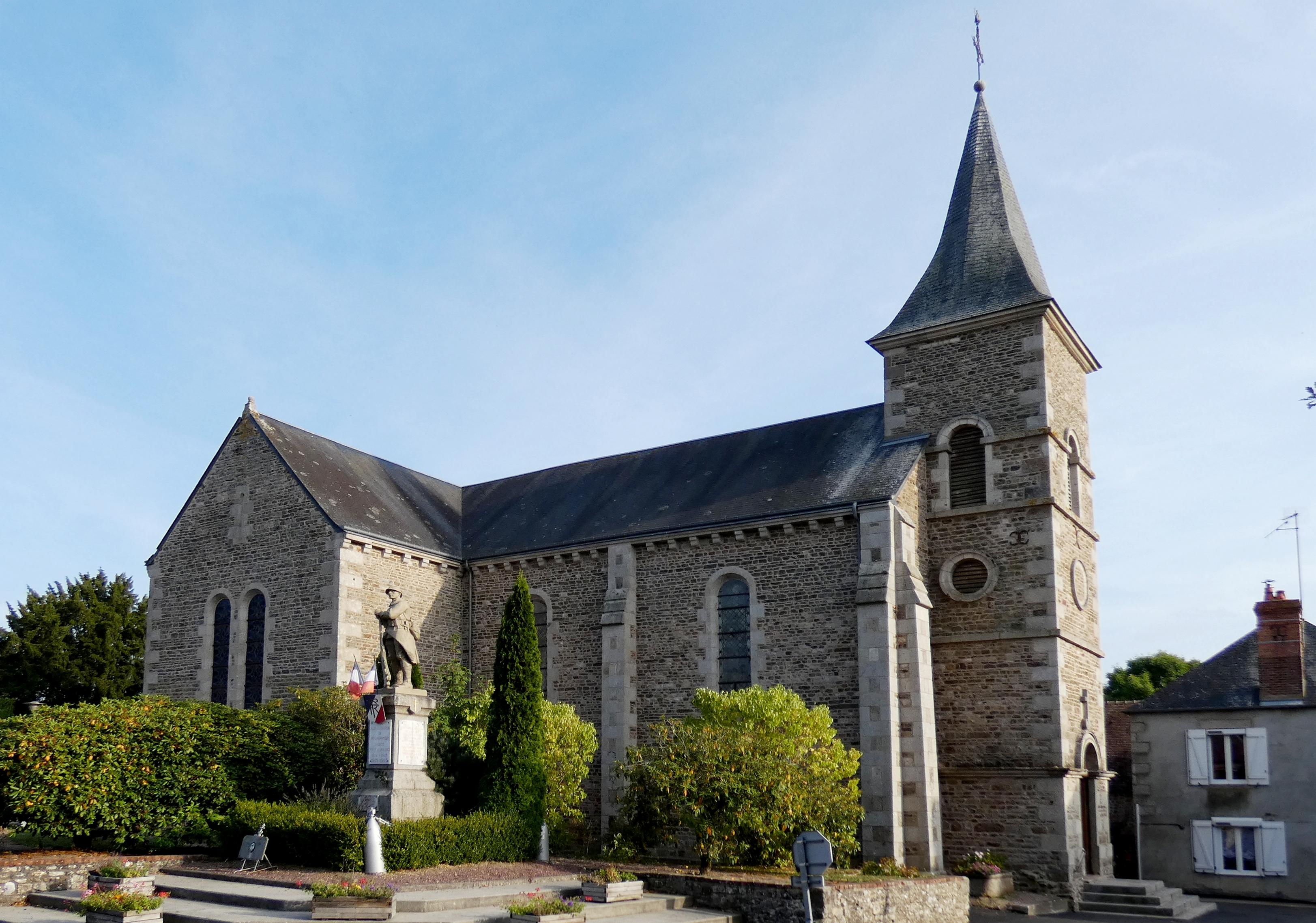
Kirche Notre-Dame

- Kirche Notre-Dame